# راهومه
راهومه (به لاتین: Rahumäe) یک منطقه در تالین، استونی است.

## خصوصیات
راهومه که در ناحیه نومه واقع شده ۱٫۷۵ کیلومترمربع مساحت و ۳٬۰۷۵ نفر جمعیت دارد.

## نگارخانه

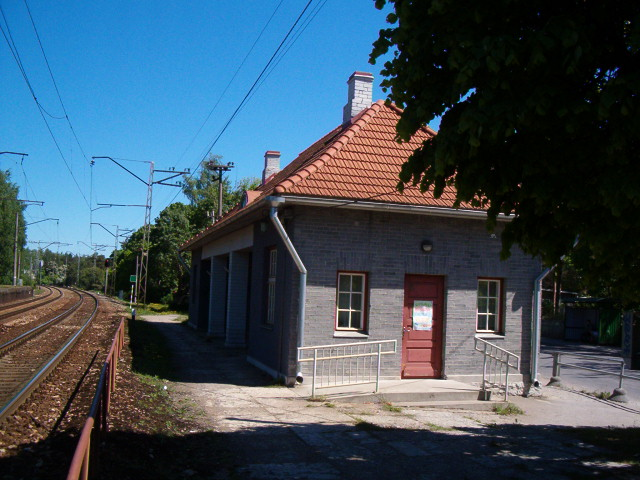
ایستگاه راه‌آهن راهومه
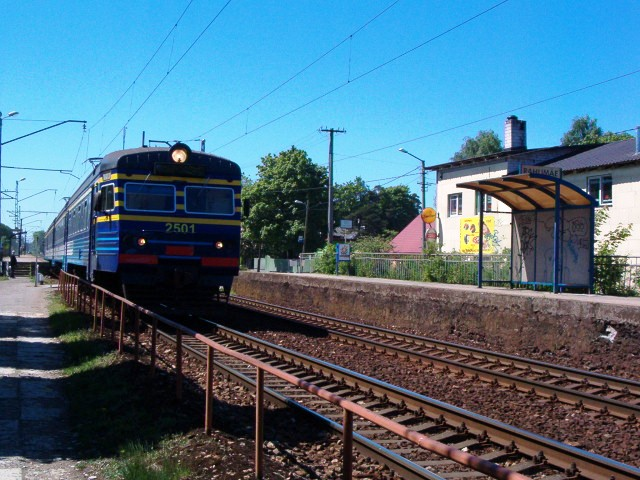
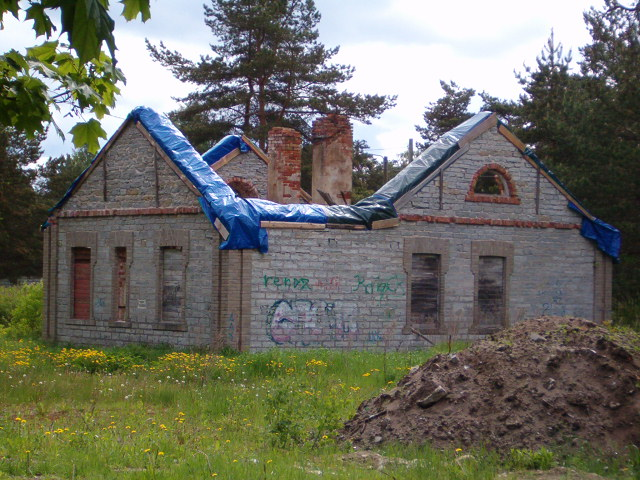
Ruins of former narrow gauge railway station building.
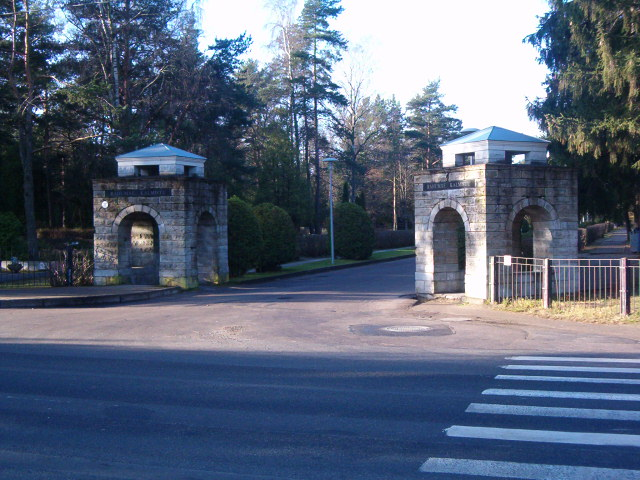
Entrance of گورستان راهومه.
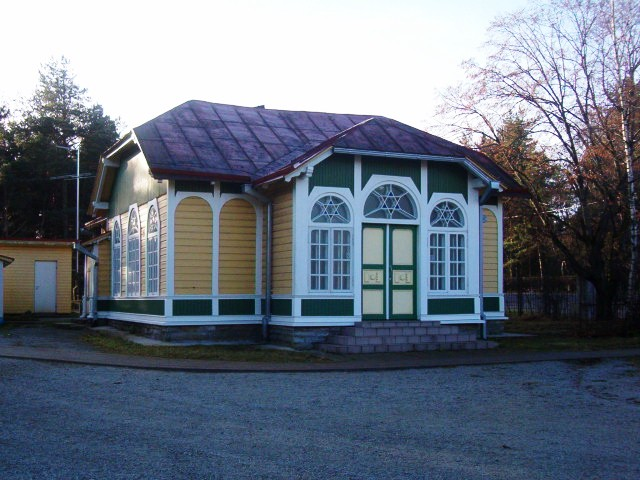
Chapel on Jewish cemetery
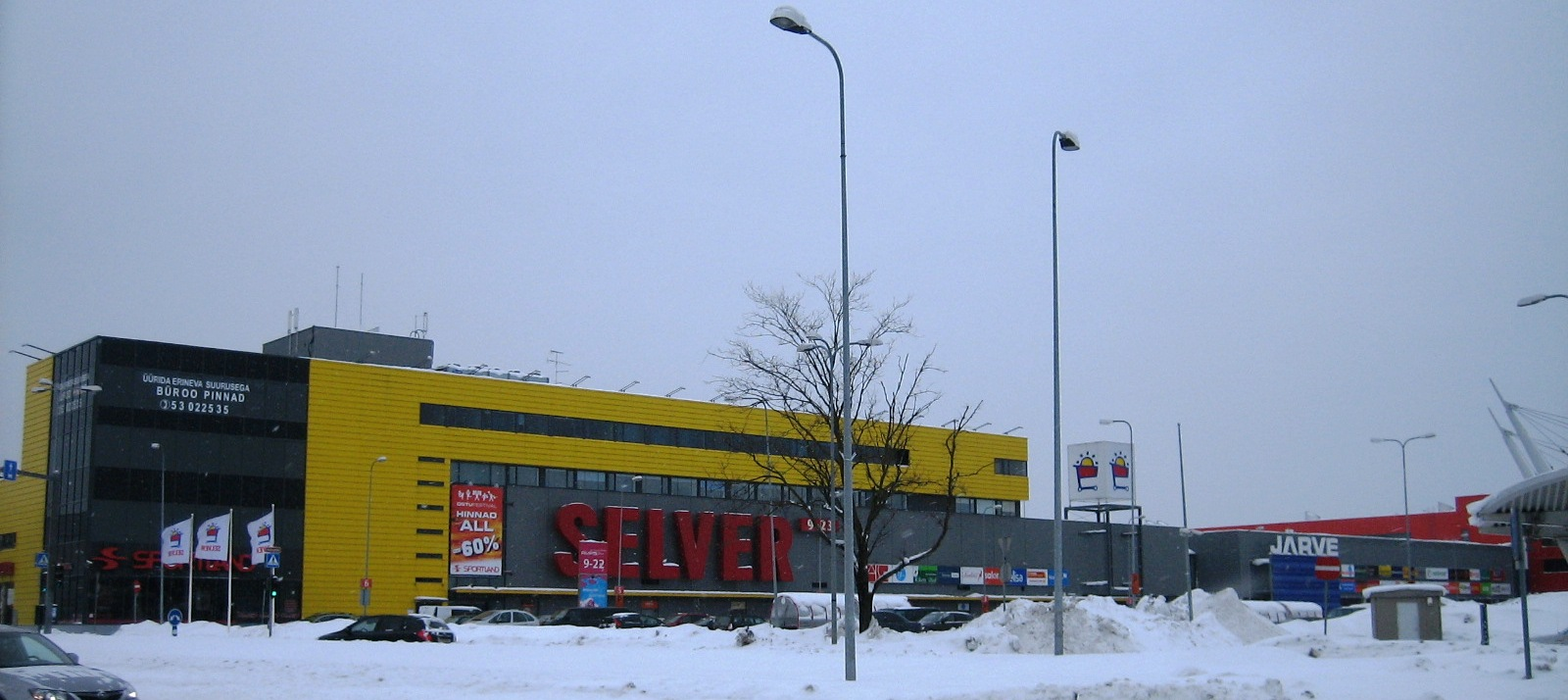
یاروه سنتر